# 7 UP
7 UP er en sodavand med smag af citron/lime, som i USA produceres af Dr Pepper Snapple Group, mens PepsiCo har licensen til resten af verden. 

## Historie
7 UP er skabt af Charles Leiper Grigg. Grigg gik i mere end to år, før han havde et produkt, der svarede til hans mål: forfriskende og tørstslukkende. Da 7up blev lanceret i efteråret 1929 var det første under navnet  Bib-Label Lithiated Lemon-Lime Soda, men kort tid efter lanceringen blev den omdøbt til 7up.  Da den blev lanceret, var der mere end 600   citron-lime drikke på markedet. I slutningen af 1940'erne var 7up den tredje bedst sælgende sodavand i verden.
Det er nævnt af den italienske singer-songwriter Francesco Guccini i begyndelsen af sangen  Autogrill  i 1983.

## Ingredienser
Kulsyreholdigt vand, sukker, surhedsregulerende (citronsyre, natriumcitrat, æblesyre) og naturlige smagsstoffer af citron og lime.